# 111561 Giovanniallevi
111561 Giovanniallevi este un asteroid din centura principală de asteroizi.

## Descriere
111561 Giovanniallevi este un asteroid din centura principală de asteroizi. A fost descoperit pe 5 ianuarie 2002 la Cima Ekar în cadrul programului Asiago-DLR Asteroid Survey. Asteroidul prezintă o orbită caracterizată de o semiaxă mare de 2,78 ua, o excentricitate de 0,09 și o înclinație de 8,8° în raport cu ecliptica.